# Conjecture des quatre exponentielles
En mathématiques, et plus particulièrement en théorie des nombres transcendants, la conjecture des quatre exponentielles est une conjecture qui, étant donné de bonnes conditions sur les exposants, garantirait la transcendance d'au moins une des quatre exponentielles. La conjecture, avec deux conjectures apparentées plus fortes, est au sommet d'une hiérarchie de conjectures et de théorèmes concernant la nature arithmétique d'un certain nombre de valeurs de la fonction exponentielle.

## Énoncé
Si x1, x2 et y1, y2 sont deux paires de nombres complexes, chaque paire étant linéairement indépendante sur les nombres rationnels, alors au moins un des quatre nombres suivants est transcendant :
{\displaystyle e^{x_{1}y_{1}},e^{x_{1}y_{2}},e^{x_{2}y_{1}},e^{x_{2}y_{2}}.}
Une autre façon d'énoncer la conjecture en termes de logarithmes est la suivante. Pour 1 ≤ i, j ≤ 2 soit λij des nombres complexes tels que exp(λij) soient tous algébriques. Supposons que λ11 et λ12 sont linéairement indépendants sur les nombres rationnels, et que λ11 et λ21 sont également linéairement indépendants sur les nombres rationnels, alors
{\displaystyle \lambda _{11}\lambda _{22}\neq \lambda _{12}\lambda _{21}.\,}
Une formulation équivalente consiste à regarder M la matrice 2×2
{\displaystyle M={\begin{pmatrix}\lambda _{11}&\lambda _{12}\\\lambda _{21}&\lambda _{22}\end{pmatrix}},}
où exp(λij) est algébrique pour 1 ≤ i, j ≤ 2. Supposons que les deux lignes de M soient linéairement indépendantes sur les nombres rationnels et que les deux colonnes de M soient linéairement indépendantes sur les nombres rationnels. Alors le rang de M est 2, i.e. M est inversible.
Une matrice 2 × 2 ayant des lignes et des colonnes linéairement indépendantes signifie généralement qu'elle a un rang 2, mais par exemple
{\displaystyle {\begin{pmatrix}1&\pi \\\pi &\pi ^{2}\end{pmatrix}}}
a des lignes et des colonnes qui sont linéairement indépendantes sur les nombres rationnels, puisque π est irrationnel. Mais le rang de la matrice est 1. Donc, dans ce cas, la conjecture impliquerait qu'au moins l'un de e, eπ, ou eπ2 est transcendant (ce qui dans ce cas est déjà connu puisque e est transcendant).

## Histoire
La conjecture a été considérée dès le début des années 1940 par Atle Selberg qui n'a jamais formellement énoncé la conjecture. Un cas particulier de la conjecture est mentionné dans un article de 1944 de Leonidas Alaoglu et Paul Erdős qui suggèrent qu'il avait été considéré par Carl Ludwig Siegel. Un énoncé équivalente a été mentionné pour la première foispar écrit par Theodor Schneider qui l'a définie comme le premier des huit problèmes ouverts importants de la théorie des nombres transcendants en 1957.
Le théorème des six exponentielles associé a été explicitement mentionné pour la première fois dans les années 1960 par Serge Lang et Kanakanahalli Ramachandra, et tous deux conjecturent également explicitement le résultat ci-dessus. En effet, après avoir prouvé le théorème des six exponentielles, Lang mentionne la difficulté de faire passer le nombre d'exposants de six à quatre — la preuve utilisée pour six exponentielles « manque de peu » quand on essaie de l'appliquer à quatre.

## Corollaires
En utilisant l'identité d'Euler, cette conjecture implique la transcendance de nombres comme e et π. Par exemple, en prenant x 1 = 1, x 2 = √2, y 1 = iπ, et y 2 = iπ √2, la conjecture — si elle est vraie — implique que l'un des quatre nombres suivants est transcendant :
{\displaystyle e^{i\pi },e^{i\pi {\sqrt {2}}},e^{i\pi {\sqrt {2}}},e^{2i\pi }.}
Le premier d'entre eux est juste − 1, et le quatrième est 1, donc la conjecture implique que e iπ √2 est transcendant (ce qui est déjà connu, en conséquence du théorème de Gelfond-Schneider).
Un problème ouvert en théorie des nombres réglé par la conjecture est la question de savoir s'il existe un nombre réel non entier t tel que 2t et 3t soient des entiers, ou bien tel que at et bt soient tous deux des entiers pour une paire d'entiers a et b multiplicativement indépendants sur les entiers. Les valeurs de t telles que 2t est un entier sont toutes de la forme t = log2 m pour un entier m, tandis que pour que 3t soit un entier, t doit être de la forme t = log3 n pour un entier n. En posant x 1 = 1, x 2 = t, y 1 = log(2), et y 2 = log(3), la conjecture des quatre exponentielles implique que si t est irrationnel alors l'un des quatre nombres suivants est transcendant :
{\displaystyle 2,3,2^{t},3^{t}.\,}
Donc, si 2t et 3t sont tous deux des entiers, la conjecture implique que t doit être un nombre rationnel. Puisque les seuls nombres rationnels t pour lesquels 2t est également rationnel sont les entiers, cela implique qu'il n'y a pas de nombres réels non entiers t tels que 2t et 3t soient des entiers. C'est cette conséquence, pour deux nombres premiers quelconques (pas seulement 2 et 3), qu'Alaoglu et Erdős ont souhaité dans leur article car cela impliquerait la conjecture que le quotient de deux nombres consécutifs colossalement abondants est premier, étendant les résultats de Ramanujan sur les quotients de nombres hautement composés supérieurs.

## Conjecture forte des quatre exponentielles
Le résultat le plus fort qui a été conjecturé dans ce cercle de problèmes est la conjecture forte des quatre exponentielles. Ce résultat impliquerait les conjectures susmentionnées concernant les quatre, ainsi que cinq et six, exponentielles, et la conjecture des trois exponentielles détaillée ci-dessous. L'énoncé de cette conjecture traite de l'espace vectoriel sur les nombres algébriques engendrés par 1 et tous les logarithmes de nombres algébriques non nuls, notés ici L∗. L∗ est l'ensemble de tous les nombres complexes de la forme
{\displaystyle \beta _{0}+\sum _{i=1}^{n}\beta _{i}\log \alpha _{i},}
pour certains n ≥ 0, où tous les βi et αi sont algébriques. L'énoncé de la conjecture des quatre exponentielles fortes est alors le suivant. Soient x1, x2 et y1, y2 deux paires de nombres complexes, chaque paire étant linéairement indépendante sur les nombres algébriques, alors au moins un des quatre nombres xi yj pour 1 ≤ i, j ≤ 2 n'est pas dans L∗.

## Conjecture des trois exponentielles
Sous sa forme logarithmique, c'est la conjecture suivante. Soient λ1, λ2 et λ3 trois logarithmes quelconques de nombres algébriques et γ un nombre algébrique non nul, et supposons que λ1λ2 = γλ3. Alors λ1λ2 = γλ3 = 0.
La forme exponentielle de cette conjecture est la suivante. Soient x1, x2 et y des nombres complexes non nuls et soit γ un nombre algébrique non nul. Alors au moins un des trois nombres suivants est transcendant :
{\displaystyle e^{x_{1}y},e^{x_{2}y},e^{\gamma x_{1}/x_{2}}.}
La conjecture des trois exponentielles fortes stipule quant à elle que si x1, x2 et y sont des nombres complexes non nuls avec x1y, x2y et x1/x2 tous transcendants, alors au moins un des trois nombres x1y, x2y, x1/x2 n'est pas dans L∗.
Comme pour les autres résultats de cette famille, la conjecture forte des trois exponentielles implique la conjecture des trois exponentielles. Cependant, la conjecture forte des trois exponentielles est impliquée par son homologue à quatre exponentielles, contrairement à aux autres. Et la conjecture des trois exponentielles n'est ni impliquée par ni n'implique la conjecture des quatre exponentielles.